# Monika Hamann
Monika Hamann, z domu Meyer (ur. 8 czerwca 1954 w Waren) – niemiecka lekkoatletka, sprinterka. W czasie swojej kariery startowała w barwach Niemieckiej Republiki Demokratycznej.
Zdobyła brązowy medal w sztafecie 4 × 100 metrów i odpadła w półfinale biegu na 100 metrów na mistrzostwach Europy juniorów w 1970 w Paryżu. Odpadła w półfinale biegu na 100 metrów na  mistrzostwach Europy w 1971 w Helsinkach.
Zdobyła srebrny medal w biegu na 60 metrów na halowych mistrzostwach Europy w 1975 w Katowicach, przegrywając jedynie z Andreą Lynch z Wielkiej Brytanii, a wyprzedzając Irenę Szewińską z Polski.  Zajęła 2. miejsce w sztafecie 4 × 100 metrów podczas pierwszego pucharu świata w 1977 w Düsseldorfie.
19 sierpnia 1978 w Poczdamie ustanowiła rekord świata w sztafecie 4 × 100 metrów (w składzie: Johanna Klier, Hamann, Carla Bodendorf i Marlies Göhr) czasem 42,27 s. Na mistrzostwach Europy w 1978 w Pradze Hamann zdobyła brązowy medal w sztafecie 4 × 100 metrów (w składzie: Klier, Hamann, Bodendorf i  Göhr) oraz zajęła 4. miejsca w  biegu na 100 metrów i biegu na 200 metrów.
Monika Hamann była mistrzynią NRD w biegu na 100 metrów w 1976 oraz wicemistrzynią w tej konkurencji w 1971, 1977 i 1978, a także wicemistrzynią w biegu na 200 metrów w 1977. W hali była mistrzynią NRD w biegu na 60 metrów w 1975 oraz brązową medalistką w biegu na 50 metrów w 1972 i w biegu na 60 metrów w 1973 i 1978, wicemistrzynią w biegu na 100 jardów w 1978 oraz brązową medalistka w sztafecie 4 × 1 okrążenie w 1971.
Rekordy życiowe Hamann:
- bieg na 100 metrów – 11,03 (1 lipca 1977, Drezno)
- bieg na 200 metrów – 22,76 (1 września 1978, Praga)